# Charlotte Cushman
Charlotte Saunders Cushman (Boston, 23 luglio 1816 – Boston, 18 febbraio 1876) è stata un'attrice teatrale statunitense.

## Biografia

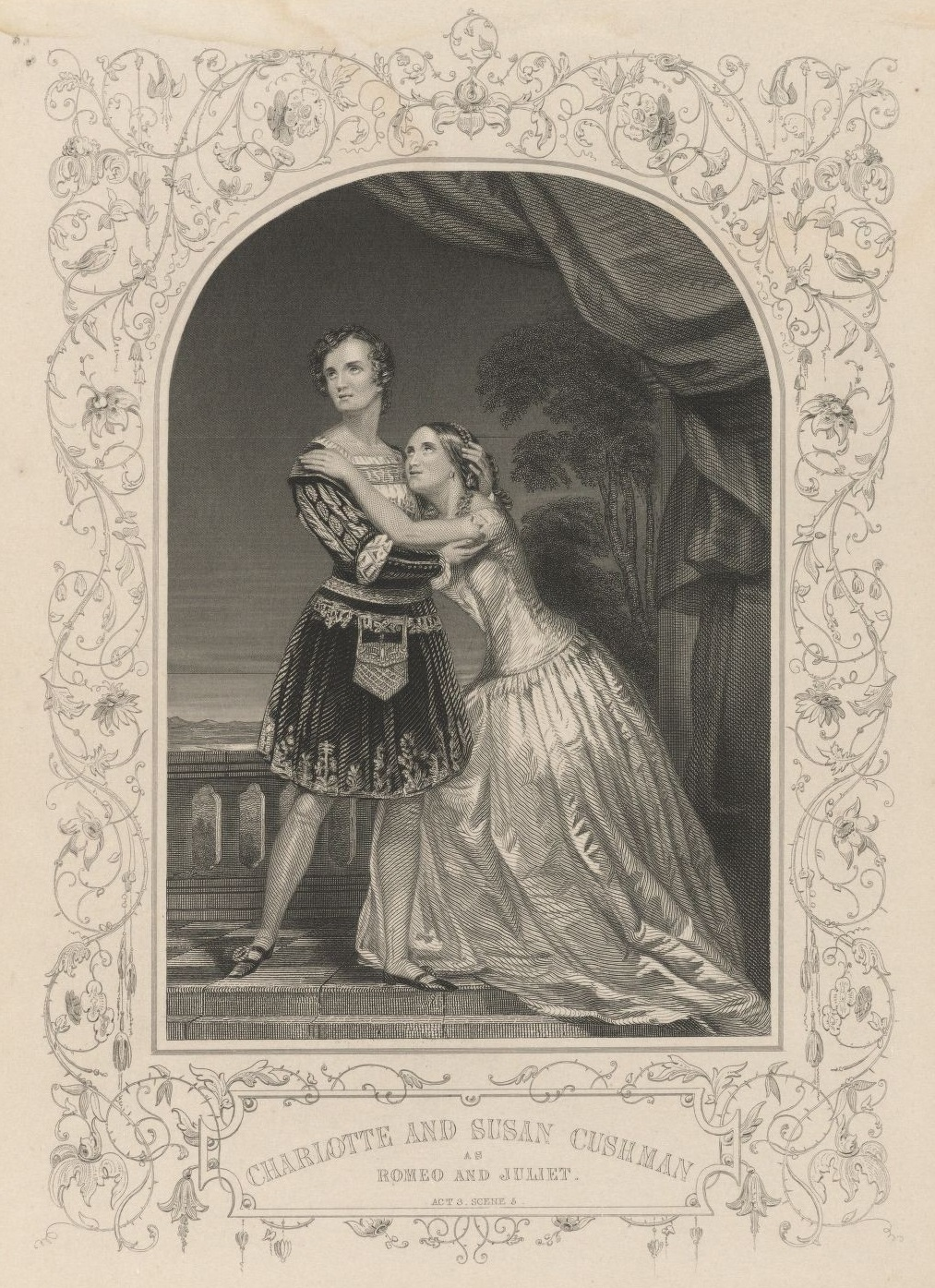
Charlotte e Susan in Romeo e Giulietta, 1846

Charlotte Cushman esordì in giovane età come cantante, per poi dedicarsi alla prosa arrivando a ottenere grande successo e consenso nella parti tragiche.
Da ricordare una sua interpretazione in Macbeth (1836) e, successivamente, in altre opere del repertorio classico.
Trasferitasi in Europa, si mise in evidenza anche nel confronto con le migliori interpreti inglesi di William Shakespeare e fu, dai critici, paragonata con reverenza a Charles Kean e a David Garrick.
Visse per qualche tempo in Italia ed ebbe rapporti di amicizia con Adelaide Ristori.
Fu la prima artista americana che ebbe grande successo e consenso all'estero.
Si caratterizzò per il vigoroso temperamento, che gli consentì di interpretare drammi di Shakespeare anche in parti maschili (ad esempio Romeo, cardinale Wolsey).